# Contea di Highlands
La contea di Highlands (in inglese Highlands County) è una contea della Florida, negli Stati Uniti. Il suo capoluogo amministrativo è Sebring.

## Geografia fisica
La contea di Highlands si trova nella parte meridionale dello Stato. La contea ha un'area di 2.865 km² di cui il 7,05% è coperta d'acqua. La contea ha numerosi laghi, tra cui il lago Istokpoga e il lago Jackson.

### Contee confinanti
- Contea di Polk - nord
- Contea di Osceola - nord-est
- Contea di Okeechobee - est
- Contea di Glades - sud
- Contea di Charlotte - sud-ovest
- Contea di DeSoto - ovest
- Contea di Hardee - ovest

## Storia
La contea di Highlands fu creata nel 1921, separandola dalla contea di DeSoto, e fu chiamata così per le colline caratteristiche dell'area (highland = "terra alta").

## Comuni[4]
- Sebring (capoluogo) - city
- Avon Park - city
- Lake Placid - town

## Politica
| Anno | Repubblicani | Democratici | Altri |
| ---- | ------------ | ----------- | ----- |
| 2004 | 62,4%        | 37%         | 0,6%  |
| 2000 | 57,5%        | 40,3%       | 2,2%  |
| 1996 | 46,3%        | 42,3%       | 11,4% |
| 1992 | 44,8%        | 34,7%       | 20,5% |
| 1988 | 67,1%        | 32,4%       | 0,5%  |